# 자일스 팬턴
자일스 팬턴(영어: Giles Panton, 1982년 9월 13일 ~ )은 캐나다의 배우, 성우이다. 드라마 《높은 성의 사나이》 시즌 3의 빌리 터너 역으로 알려져 있다. 성우 출연작으로는 《마이 리틀 포니: 우정은 마법》의 플래시 메이거스, 넷플릭스 애니메이션 《타잔과 제인》의 타잔 역, 《넥소 나이츠》의 클레이 역 등이 있다.

## 출연작 목록

### TV 애니메이션 성우
| 연도    | 제목                        | 원제                                | 배역                | 비고                 |
| ------- | --------------------------- | ----------------------------------- | ------------------- | -------------------- |
| 2007-08 | 플래시 고든                 | Flash Gordon                        | 조 와일리           | 에피소드 11회분 출연 |
| 2011-13 | 볼트론 포스                 | Voltron Force                       | 키스                | 에피소드 26회분 출연 |
| 2014-15 | 맥스 스틸                   | Max Steel                           | 벤 간               | 에피소드 10회분 출연 |
| 2015-16 | 은혼                        | Gin Tama                            | 히토쓰바시 노부노부 | 에피소드 6회분 출연  |
| 2015-17 | 넥소 나이츠                 | Lego Nexo Knights                   | 클레이 무링턴       | 주인공               |
| 2017-18 | 마이 리틀 포니: 우정은 마법 | My Little Pony: Friendship Is Magic | 플래시 메이거스     | 에피소드 3회분 출연  |
| 2017    | 타잔과 제인                 | Tarzan and Jane                     | 타잔                | 주인공               |
| 2018    | 콩: 유인원의 왕             | Kong: King of the Apes              | 루커스 레미         | 시즌 2 주연          |

### TV 드라마
- 스몰빌
- 높은 성의 사나이
- 휴먼 타겟